# De Havilland Canada DHC-1 Chipmunk
de Havilland Canada DHC-1 Chipmunk är ett tandem, två-sits, enmotorigt primärt skolflygplan som var en standard för det Kungliga kanadensiska flygvapnet, Royal Air Force och många andra flygvapen efter det andra världskriget. Totalt byggdes det 1283 stycken med den kanadensiska, brittiska och portugisiska produktionen inräknade.
Idag (2013), finns det över 500 DHC-1 Chipmunk som används regelbundet och flera flygplan renoveras varje år.

## Användare

### Civilia användare
Idag är Chipmunk populärt i specialiserade flygklubbar, men även hos privatpersoner, i många länder världen över.

### Militära användare
Belgien
- Belgiska flygvapnet (Två stycken från 1948 för utvärdering)

 Burma
- Burmas flygvapen

 Sri Lanka
- Sri Lankas flygvapen

 Danmark
- Danmarks flygvapen

 Egypten
- Egyptens flygvapen

 Ghana
- Ghanas flygvapen

 Irland
- Irlands flygvapen

 Irak
 Israel
- Israels flygvapen - Ett flygplan bara.

 Jordanien
- Jordaniens flygvapen

 Kanada
- Kanadas flygvapen

 Kenya
- Kenyas flygvapen

 Libanon
- Libanons flygvapen

 Malaysia
- Malaysias flygvapen

 Portugal
- Portugals flygvapen

 Saudiarabien
 Spanien

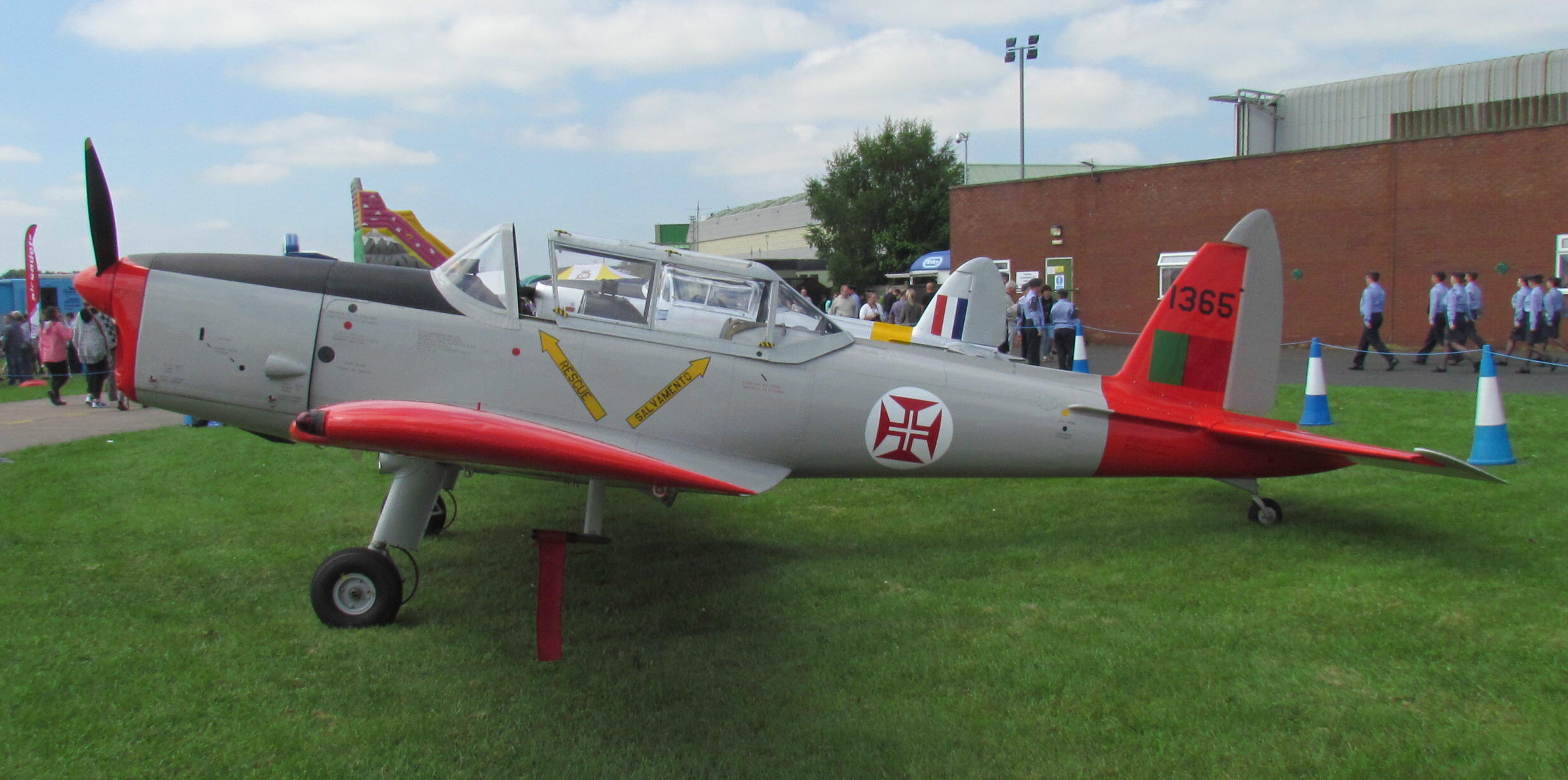
DHC-1 Chipmunk, Portugals flygvapen

- Spaniens flygvapen - Ett flygplan bara.

 Storbritannien
- Storbritanniens armé
- Storbritanniens flygvapen
- Royal Navy - Fleet Air Arm

 Syrien
 Thailand
- Thailands flygvapen

 Uruguay
- Uruguays flygvapen

 Zambia
- Zimbabwes flygvapen